# MAPK3
La MAP quinasa 3 (MAPK3) es una enzima codificada en humanos por el gen mapk3.
La MAPK3 pertenece a la familia de las MAP quinasas. Las MAP quinasas actúan como punto de integración de múltiples señales bioquímicas, y están implicadas en una amplia variedad de procesos celulares tales como proliferación celular, diferenciación celular y progresión del ciclo celular en respuesta a gran variedad de señales extracelulares. Esta quinasa es fosforilada a su vez por otras quinasas, lo que permite su traslocación al núcleo celular, donde fosforilará dianas nucleares. Se han descrito diversas variantes transcripcionales de este gen, que codifican diferentes isofromas de la proteína.

## Interacciones
La proteína MAPK3 ha demostrado ser capaz de interaccionar con:
- PTPN7[3][4][5]
- SPIB[6]
- GTF2I[7]
- DUSP3[8]
- HDAC4[9]
- RPS6KA2[10][11]
- MAP2K1[12][13][14][15][16]
- DUSP6[17]
- MAP2K2[12][13][16]